# Macaranga nusatenggarensis
Macaranga nusatenggarensis là một loài thực vật có hoa trong họ Đại kích. Loài này được Whitmore mô tả khoa học đầu tiên năm 2008.